# Stadtguerilla
Die Stadtguerilla ist eine Guerilla, die im städtischen/großstädtischen Umfeld operiert. Sie übernimmt Strategien und Methoden der Guerilla, die vornehmlich in ländlichen Regionen aktiv ist. Als ihr Erfinder gilt der irische Unabhängigkeitskämpfer Michael Collins.
Kennzeichnend für die Guerilla/Stadtguerilla ist, dass sie mit oft militanten Mitteln versucht, aus dem Untergrund oder der Illegalität heraus gegen bestimmte politische Entscheidungen, vielfach jedoch auch gegen ein politisches System insgesamt, und damit gegen eine herrschende Regierung Widerstand zu leisten und die eigenen politischen Konzepte und Ziele durchzusetzen, wo dies mit den Mitteln einer legalen Opposition nach Auffassung der militanten Kämpfer nicht möglich oder wirkungslos ist.

## Methoden
Die Mittel der Stadtguerilla sind vielfältig. Sie reichen von Öffentlichkeitsarbeit wie der Verbreitung von Flugschriften bis hin zu Sabotageakten und anderen gewaltsamen Anschlägen, zu denen auch Entführungen und politische Morde gehören können.
Die Methodik der so verstandenen Stadtguerilla wird von einer herrschenden Regierung in aller Regel mit Terrorismus gleichgesetzt. Die entsprechenden Gruppen gelten als terroristische Vereinigungen. Eine objektive Trennung zwischen illegitimem „Terrorismus“ und legitimem Freiheitskampf ist schwer zu vollziehen und abhängig vom politischen Standpunkt des Betrachters, siehe dazu auch die Darstellung im Artikel Terrorismus.

## Geschichte

### Lateinamerika

#### Kuba
In der kubanischen Revolution (1953–1959) entstanden zwei unterschiedliche und sich innerhalb der „Bewegung des 26. Juli“ einander ergänzende und teilweise miteinander konkurrierende Widerstandsstrategien, die damals Llano und Sierra genannt wurden. Llano (Ebene oder Flachland) verwies auf den Vorrang und die Leitung des bewaffneten Kampfes in den kubanischen Städten. Sierra (Gebirge) stand hingegen für eine Kriegsführung durch die Kubanische Rebellenarmee, ausgehend vom unwegsamen Berg- und Binnenland.

#### Uruguay
Ein weiterer Ursprung der Stadtguerilla lag im Uruguay der späten 1960er Jahre. Dort operierten die Tupamaros relativ erfolgreich in der Hauptstadt Montevideo. Sie machten das Konzept der Stadtguerilla weltweit bekannt. Ihr wichtigster Theoretiker war der spanische Staatsangehörige Abraham Guillén.

#### Argentinien
Auch in Argentinien bildete sich unter der Militärdiktatur eine Stadtguerilla, eine Anzahl von revolutionären Splittergruppen, die in Buenos Aires und auch in kleineren Städten operierten, so der Movimiento Peronista Montonero (Montoneros). Zwischen 1969 und 1971 gab es Massenaufstände in Cordoba, Rosario und Mendoza, die von der gewerkschaftlichen Basis getragen wurden, an denen aber auch die Stadtguerilla teilnahm. 1973 war diese Stadtguerilla schließlich der Träger des militanten Widerstandes gegen den immer reaktionäreren Kurs der neuen Regierung Peron.

#### Brasilien
In Brasilien entstand 1968 ebenfalls eine Stadtguerilla, die meist aus den kommunistischen Parteien hervorging. Sie trat mit Einzelaktionen in Erscheinung, Entführungen und Banküberfällen; ihr Theoretiker war Carlos Marighella, Mitbegründer der Ação Libertadora Nacional. Eine andere Gruppierung war das Comando de Libertação Nacional. Bekanntester Vertreter war Carlos Lamarca, ein ehemaliger Hauptmann des brasilianischen Heeres.

#### Guatemala
1965/66 begann die guatemaltekische Guerilla, den Schwerpunkt ihrer Operationen vom Land nach Guatemala-Stadt zu verlegen. Ihre Führer waren Luis Augusto Turcios Lima und  El Chino Marco Antonio Yon Sosa.

#### Nicaragua
Die Frente Sandinista de Liberación Nacional operierte bis 1977 nahezu ausschließlich als Stadtguerilla. Ihr wichtigster Theoretiker war Humberto Ortega.

### Südafrika
Bereits Anfang der 1950er Jahre entwickelte die Anti-Apartheids-Bewegung den sogenannten Mandela-Plan, der den Untergrundkampf vor allem im urbanen Umfeld der Townships vorbereiten sollte. Später agierte der Umkhonto we Sizwe (MK), der bewaffnete Arm des ANC, teilweise als Stadtguerilla.

### Deutschland
Aus losen, informellen, persönlichen und politischen Zusammenhängen, die als „Blues“ bezeichnet wurden, entstanden im Herbst 1969 im Westteil Berlins die Tupamaros West-Berlin. Teile des „Blues“ schlossen sich im Januar 1972 zur Bewegung 2. Juni zusammen. Diese Gruppen und auch die Veröffentlichung Das Konzept Stadtguerilla der Rote Armee Fraktion (RAF) im April 1971 prägten den Begriff in der Bundesrepublik Deutschland. Die Stadtguerillataktik der RAF orientierte sich an Mao Zedongs Buch Theorie und Praxis des Guerillakrieges. Allerdings wurden bei dieser Referenz ebenso wie beim Rekurs auf Lenin und Che Guevara die Vorbedingungen des bewaffneten Kampfes ignoriert: das Ausreizen legaler Möglichkeiten politischer Einflussnahme sowie eine ökonomische Analyse der Lebensbedingungen der Bevölkerung. So spielte etwa der Bezug auf die Bauernschaft, zentral für Guevara und Mao, bei der RAF keine Rolle, ebenso wenig konnte sie ein anderes revolutionäres Subjekt ausmachen, sondern setzte sich schlicht selbst an dessen Stelle. Die Theorie der Stadtguerilla war somit im deutschen Fall von einem enormen Voluntarismus gekennzeichnet, der absehbar zu Isolation und Scheitern beitrug.

## Filme
- Der unsichtbare Aufstand (1972)
- Der Aufstand (1980)
- Lamarca (BRA 1994, Regie: Sérgio Rezende)
- Vier Tage im September (1997)
- 127 Tage Todesangst (1999)
- Marighella (BRA 2019, Regie: Wagner Moura)